# Полтва (село)
Полтва (укр. Полтва, пол. Połtew) — село в Красненской поселковой общине Золочевского района Львовской области Украины.
Население по переписи 2001 года составляло 930 человек. Занимает площадь 13,551 км². Почтовый индекс — 80554. Телефонный код — 3264.